# Glandore

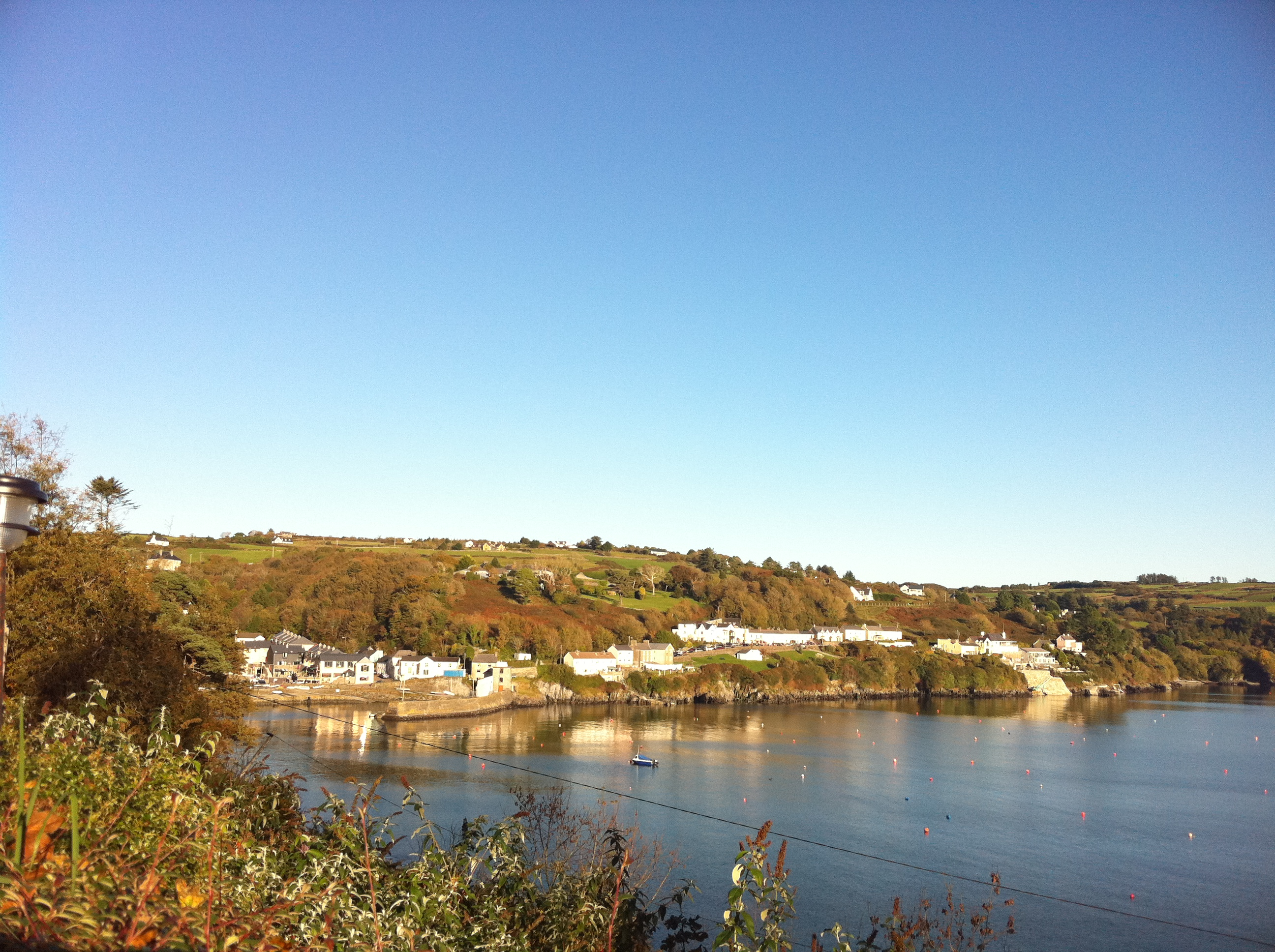
Glandore

Glandore (iriska: Cuan Dor) är en by i sydvästra Irland beläget i grevskapet Cork. Namnet betyder Ekarnas hamn. Glandore ligger cirka en timmes bilfärd ifrån staden Cork och här finns ett flertal pubar.